# Kalapana
Kalapana è una città e regione nel distretto di Puna sull'Isola di Hawaii nelle Isole delle Hawaii.
Nel 1986, i flussi di lava dalla bocca Kupaianaha del vulcano Kīlauea distrusse e in parte seppellì la maggior parte della città, così come nella divisione Kalapana Gardens ed i dintorni dell'ex suddivisione residenziale di Royal Gardens. La colata ha distrutto Kalapana dalla zona sud est della spaccatura del Kīlauea. Insieme con la distruzione di Kalapana vi sono state quelle delle vicine città di Kaimu e Kaimu Bay, entrambi i quali ora giacciono sepolte sotto più di 15 metri di lava. Il flusso di lava ha anche creato una nuova linea costiera.
Sebbene sia stato vietato il maggior numero di accessi alla città, alcune persone che vivono ancora lì, ma soprattutto hanno bisogno di entrare e uscire dalla città con veicoli a 4 ruote motrici.
Nel luglio 2010, la lava di Kīlauea proseguì nella regione di Kalapana distruggendo una casa che era lì da soli 5 anni, lasciando 35 case rimaste nella divisione Kalapana Gardens.
L'ultimo flusso di lava ha ripercorso in parte il campo di flusso 1986-1992, attirando migliaia di visitatori al giorno.

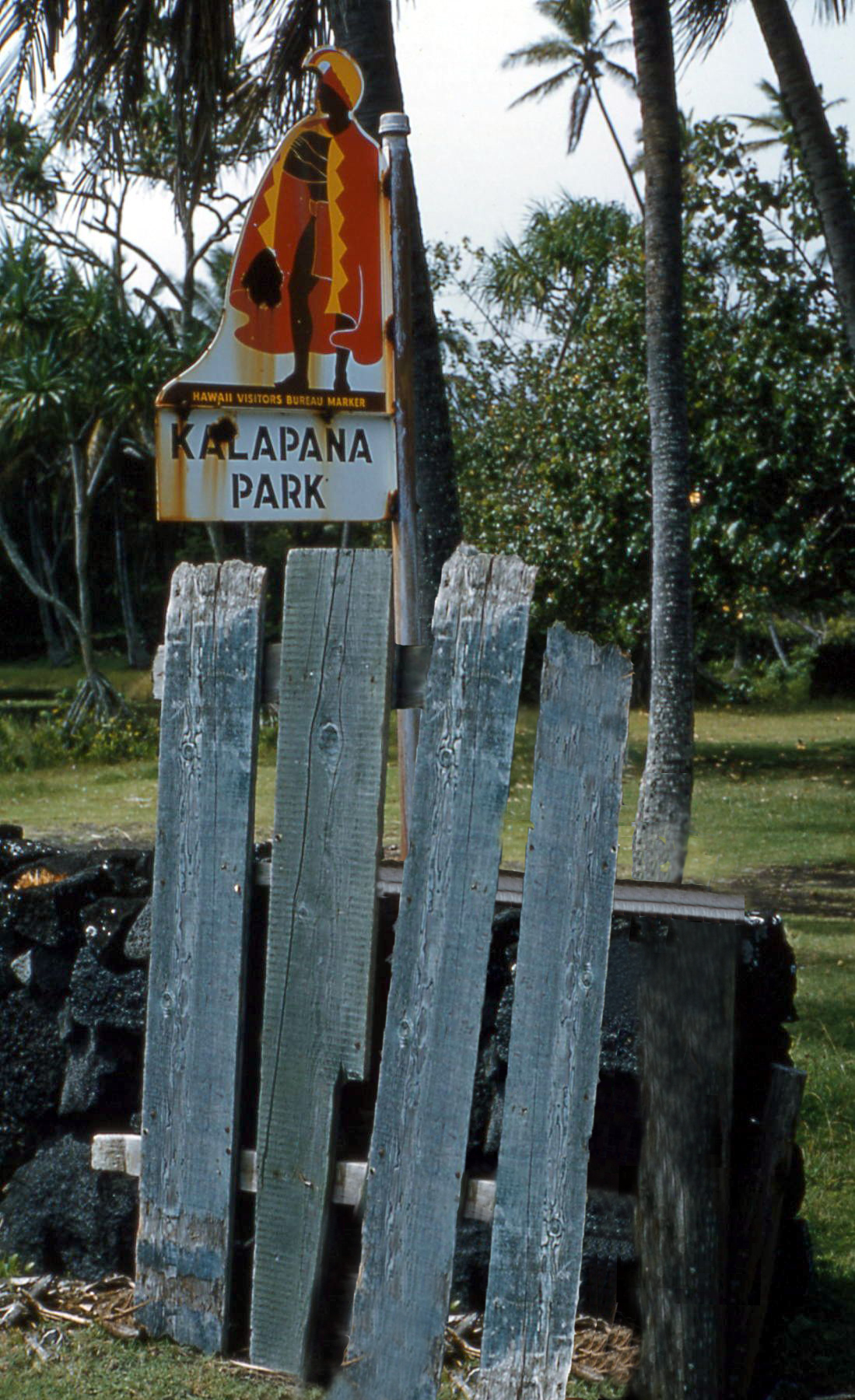
Cartello dell'Ufficio Visitatori delle Hawaii, 1959